# Jelniki (Mordowia)
Jelniki (ros. Ельники, moksza Ельник) – wieś (ros. село, trb. sieło) w środkowej Rosji, centrum administracyjne Rejonu jelnikowskiego w Republice Mordowii.
Wieś położona jest nad rzeką Mała Warma, 32 km od Krasnosłobodska i 137 km od Sarańska. W 2010 r. miejscowość liczyła sobie 5905 mieszkańców.